# Zinoro 60H

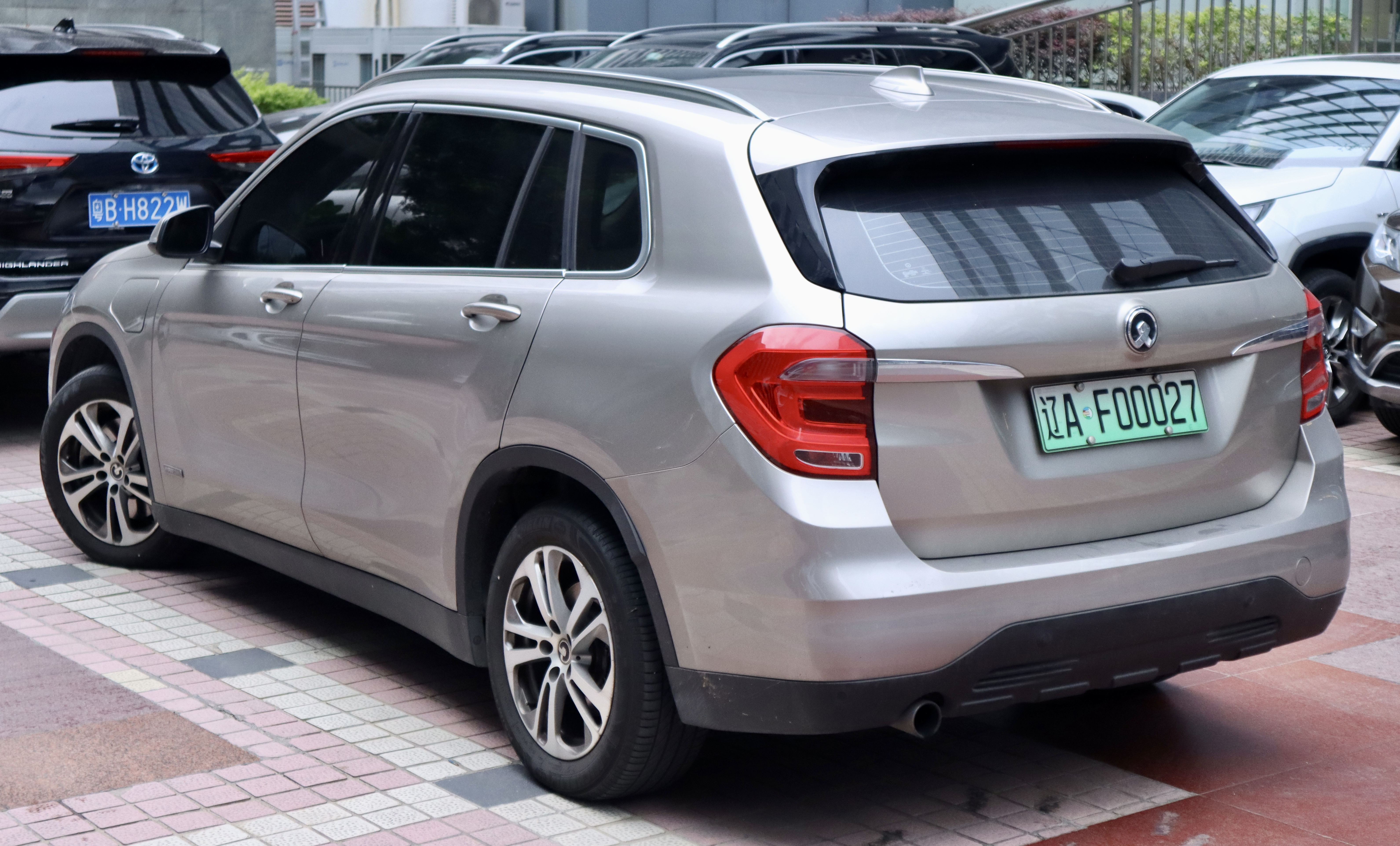
Heckansicht

Der Zinoro 60H (chinesisch: 之诺60H) ist ein SUV der zu BMW Brilliance Automotive gehörigen chinesischen Automarke Zinoro.

## Geschichte

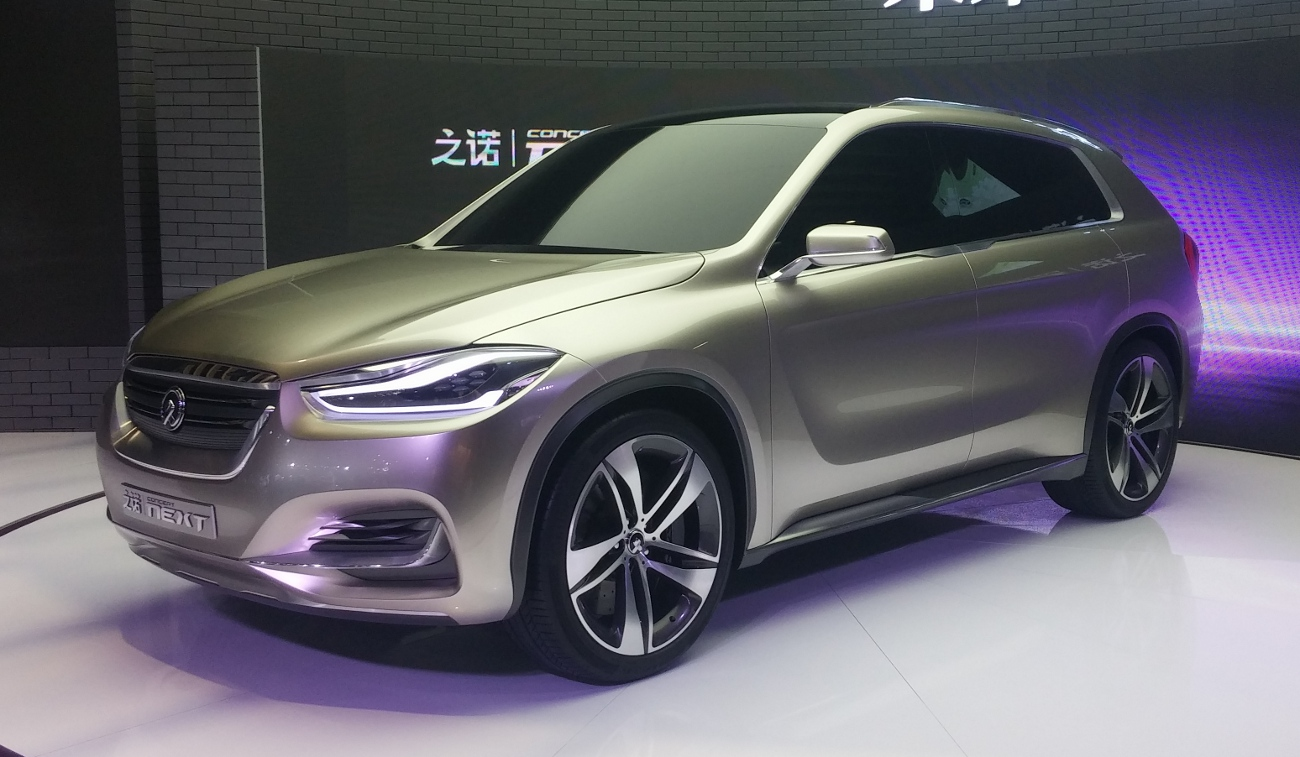
Zinoro Concept Next auf der Auto Shanghai 2015

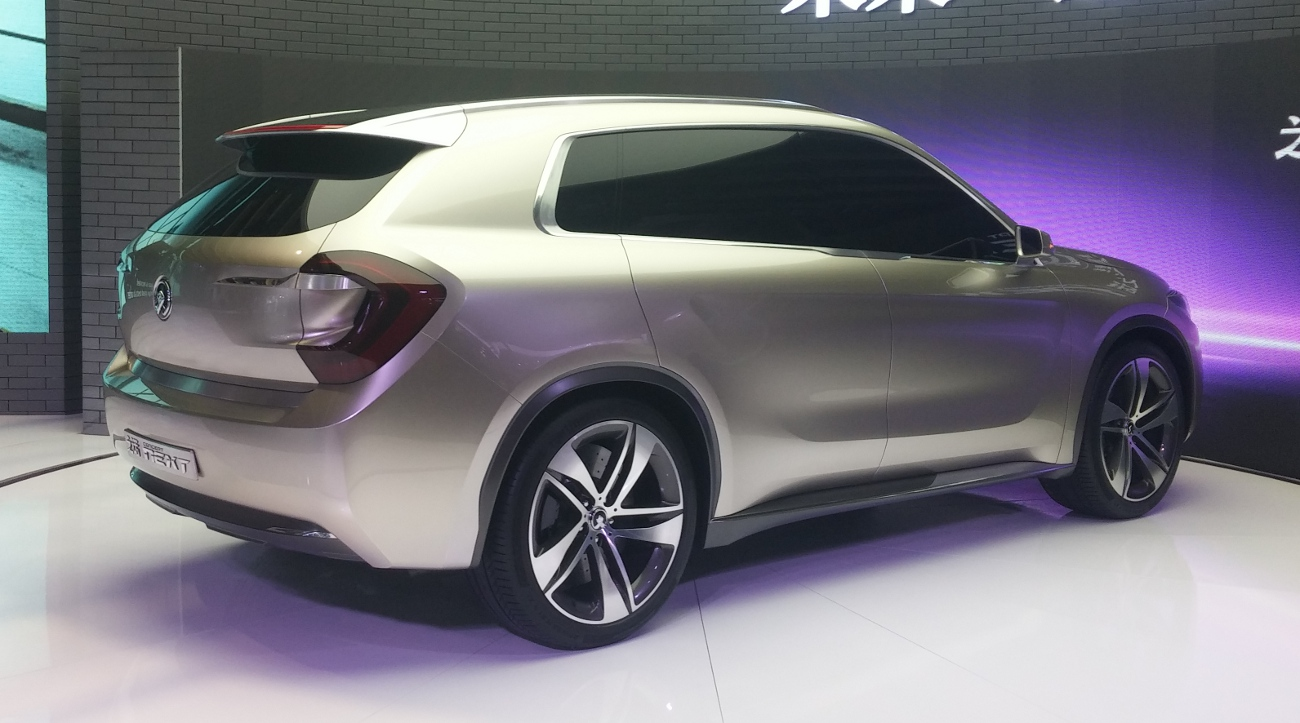
Heckansicht

Auf der Auto Shanghai im April 2015 präsentierte Zinoro mit dem Concept Next erstmals einen Ausblick auf den Nachfolger des auf dem BMW X1 der ersten Generation basierenden, elektrisch angetriebenen Zinoro 1E. Das Serienfahrzeug wurde im August 2016 vorgestellt. Der 60H basiert auf der ausschließlich für China angebotenen Langversion der zweiten Generation des BMW X1 und wird von dem aus dem BMW 2er Active Tourer bekannten Plug-in-Hybrid angetrieben. In den chinesischen Handel kam das SUV am 23. März 2017.

## Technische Daten
Der Plug-in-Hybrid-Antrieb des Fahrzeugs kommt schon in anderen Fahrzeugen wie dem BMW 2er Active Tourer oder dem Mini Countryman zum Einsatz. Der kombinierte Antrieb aus einem 1,5-Liter-Dreizylinder-Ottomotor an der Vorderachse und einem Elektromotor an der Hinterachse entwickelt im 60H eine Systemleistung von 170 kW (231 PS) und ein Systemdrehmoment von 385 Nm. Je nach gewähltem Antriebsmodus und Ladezustand der Batterie kann der Elektromotor das Fahrzeug alleine antreiben oder den Verbrennungsmotor unterstützen. Im Schubbetrieb und beim Bremsen wandelt er die Bewegungsenergie in elektrische Energie um, die für den Elektroantrieb in der Hochvolt-Batterie gespeichert wird.
Die Lithium-Ionen-Batterie ist mit einer Kapazität von 10,7 kWh deutlich größer als im 2er Active Tourer. Die elektrische Reichweite steigt im Vergleich zum Van so um fast 20 km auf 60 km. Die elektrische Höchstgeschwindigkeit beträgt 120 km/h.
| Kenngrößen                                  | Zinoro 60H                   |
| Bauzeitraum                                 | 2017–2020                    |
| Motorkenndaten                              |                              |
| Motortyp                                    | R3-Ottomotor + Elektromotor  |
| Hubraum                                     | 1499 cm³                     |
| max. Leistung E-Motor                       | 100 kW (136 PS) bei 4400/min |
| max. Leistung E-Motor                       | 70 kW (95 PS)                |
| Leistung Gesamtsystem                       | 170 kW (231 PS)              |
| max. Drehmoment max. Drehmoment E-Motor     | 220 Nm bei 1250–4300/min     |
| max. Drehmoment max. Drehmoment E-Motor     | 165 Nm                       |
| Drehmoment Gesamtsystem                     | 385 Nm                       |
| Kraftübertragung                            |                              |
| Antrieb, serienmäßig                        | elektrischer Allradantrieb   |
| Getriebe, serienmäßig                       | 6-Gang-Automatikgetriebe     |
| Messwerte                                   |                              |
| Höchstgeschwindigkeit                       | 190 km/h                     |
| Beschleunigung, 0–100 km/h                  | 7,6 s                        |
| Kraftstoffverbrauch auf 100 km (kombiniert) | 1,8 l Super                  |
| Tankinhalt                                  | 35 l                         |